# فلین تهیل (میزوری)
فلین تهیل (به انگلیسی: Flint Hill) یک شهر در ایالات متحده آمریکا است که در شهرستان سنت چارلز، میزوری واقع شده‌است. فلین تهیل ۶٫۴۰ کیلومتر مربع مساحت و ۵۲۵ نفر جمعیت دارد و ۱۶۷ متر بالاتر از سطح دریا واقع شده‌است.